# Saint-Pierrevillers
Saint-Pierrevillers település Franciaországban, Meuse megyében. Lakosainak száma 151 fő (2022. január 1.). Saint-Pierrevillers Saint-Supplet, Han-devant-Pierrepont, Arrancy-sur-Crusnes, Nouillonpont, Rouvrois-sur-Othain és Spincourt községekkel határos.

## Népesség
A település népessége az elmúlt években az alábbi módon változott:
| Lakosok száma | 182  | 151  | 117  | 141  | 166  | 160  | 156  | 155  | 153  | 151  |
|               | 1968 | 1982 | 1990 | 2006 | 2013 | 2015 | 2017 | 2019 | 2020 | 2022 |